# Ice Spice
Ice Spice, właśc. Isis Naija Gaston (ur. 1 stycznia 2000 w Bronksie) – amerykańska raperka i piosenkarka pochodzenia dominikańskiego.

## Życiorys
Urodziła się 1 stycznia 2000 roku w Bronskie. Jej mama Charina Almanzar jest dominikanką natomiast jej ojciec Joseph Gaston jest afroamerykaninem. Uczęszczała do Sacred Heart High School oraz Purchase College.

## Kariera

### 2021–2022: Początki kariery
Ice Spice rozpoczęła karierę w 2021 roku po spotkaniu z producentem muzycznym RiotUSA. Wyprodukował jej debiutancką piosenkę „Bully Freestyle”, wydaną w marcu 2021 roku po tym, jak na Twitterze pojawiło się nagranie, na którym Ice Spice wykonuje wyzwanie „Buss It” Jej piosenka „Name of Love” zyskała popularność na SoundCloud, co sprawiło, że stała się popularna na Instagramie.
10 sierpnia 2022 roku Ice Spice wydała piosenkę „Munch (Feelin' U)”, do której dołączono teledysk dystrybuowany przez WorldStarHipHop jako główny singiel z jej debiutanckiej EP-ki, Like..?. Piosenka zyskała popularność po uzyskaniu wsparcia Drake'a , który zagrał ją w swojej stacji radiowej Sirius XM , Sound 42. Następnie stała się viralem na Twitterze i TikToku i znalazła się na listach przebojów Hot R&B/Hip-Hop Songs magazynu Billboard oraz Bubbling Under Hot 100. We wrześniu 2022 roku Ice Spice podpisała kontrakt płytowy z 10K Projects i Capitol Records. 28 października wydała singiel „Bikini Bottom”.

### 2023-obecnie
W lutym 2023 roku Ice Spice współpracowała z Lil Tjayem przy singlu „Gangsta Boo” dla zmarłego rapera o tym samym imieniu, który stał się jej pierwszą piosenką na liście Billboard Hot 100 na 82 miejscu.  3 lutego 2023 roku ukazał się remiks piosenki piosenkarki PinkPantheress „Boy's a Liar Pt. 2” z udziałem Ice Spice i odpowiadający mu teledysk. Piosenka osiągnęła 3 miejsce na liście Billboard Hot 100, najwyższą pozycję na listach przebojów dla obu artystów w tamtym czasie. W kwietniu 2023 roku wydała remix „Princess Diana” z Nicki Minaj. Piosenka osiągnęła czwarte miejsce na liście przebojów Hot 100, co zapewniło Ice Spice drugi hit w pierwszej dziesiątce listy przebojów i dwudziesty drugi hit w pierwszej dziesiątce dla Minaj. 
24 maja 2023 roku ogłoszono, że remix utworu Taylor Swift „Karma” z udziałem Ice Spice zostanie wydany 26 maja 2023 roku. Remix jest dodatkowym utworem na specjalnych edycjach dziesiątego albumu studyjnego Swift, Midnights (2022). 27 maja ukazał się teledysk do remixu z udziałem Swift i Ice Spice. Pitchfork opisał 2023 rok jako przełomowy rok dla Ice Spice. „Karma” osiągnął szczyt na drugim miejscu na liście Hot 100, dzięki czemu Ice Spice została artystką z największą liczbą singli w pierwszej piątce listy Hot 100 w 2023 roku. 26 czerwca wydała „ Barbie World ” z Nicki Minaj, który zadebiutował na 7 miejscu na liście Hot 100. Luksusowa wersja Like..? , zawierający pięć nowych utworów, został wydany 21 lipca 2023.
14 listopada 2023 roku zapowiedziała nadchodzący projekt zatytułowany Y2K!, którego premiera zaplanowana jest na 2024 rok.. W styczniu 2024 roku wydała singiel „Think U the Shit (Fart)” jako główny singiel. Y2K! został wydany 26 lipca 2024 roku i sprzedał się w nakładzie 28 000 egzemplarzy w pierwszym tygodniu. Projekt otrzymał mieszane i pozytywne recenzje od fanów i krytyków, przy czym Variety zauważyło wkład Ice Spice w podgatunek drill , stwierdzając, że Y2K! „uzyskało właściwą równowagę między wrażliwością uliczną i popową - wystarczająco twardą dla purystów rapu, zmiękczoną na brzegach, aby trafić do szerszego grona odbiorców - i przygotowało grunt pod to, co zmierzało w kierunku przełomu w głównym nurcie dzięki jej debiutanckiemu albumowi”. NPR opisało album jako „niemal prymitywnie podstawowy” i że Ice Spice „wciska sylaby i rozdziela je jak ciastolinę... potrafi sprawić, że rapowanie samo w sobie wydaje się czymś drugorzędnym, tak trywialnym w jej powszednim życiu, że włożenie minimalnego wysiłku ma dziwnie intuicyjny sens”. 1 sierpnia 2024 roku.